# Jiří Fišer (fotbalista)
Jiří Fišer (13. července 1908 – ?) byl československý fotbalista, útočník.

## Fotbalová kariéra
V československé nejvyšší soutěži hrál za ČAFC Vinohrady, AC Sparta Praha a SK Kladno. Nastoupil v 70 ligových utkáních a dal 12 gólů.

## Ligová bilance
| Ročník                                       | Zápasy | Góly | Klub            |
| -------------------------------------------- | ------ | ---- | --------------- |
| Kvalifikační soutěž Středočeské 1. ligy 1927 | 6      | 1    | ČAFC Vinohrady  |
| Středočeská 1. liga 1927/28                  | 7      | 1    | ČAFC Vinohrady  |
| 1. asociační liga 1929/30                    | 12     | 5    | ČAFC Vinohrady  |
| 1. asociační liga 1929/30                    | 1      | 0    | AC Sparta Praha |
| 1. asociační liga 1931/32                    | 10     | 2    | SK Kladno       |
| 1. asociační liga 1932/33                    | 17     | 2    | SK Kladno       |
| 1. asociační liga 1933/34                    | 12     | 1    | SK Kladno       |
| Státní liga 1934/35                          | 5      | 0    | SK Kladno       |
| CELKEM                                       | 70     | 12   |                 |